# Cortodera semilivida
Cortodera semilivida là một loài bọ cánh cứng trong họ Cerambycidae.